# Frontoni del tempio di Zeus a Olimpia
I frontoni del tempio di Zeus a Olimpia sono due complessi scultorei che decoravano tale santuario. In marmo pario, sono considerati tra i capolavori dello stile severo, databili al 471-456 a.C.. Attribuiti all'anonimo Maestro di Olimpia, sono conservati nel Museo archeologico di Olimpia.

## Storia
Il santuario di Zeus aveva una peculiare importanza nel mondo ellenico poiché vi si svolgevano, ogni quattro anni, Olimpiadi. Il complesso scultoreo, scavato nel XX secolo, venne poi esposto nel museo locale. 

## Descrizione e stile
Le statue sono in marmo pario e presentavano dettagli in bronzo. Molto probabilmente erano dipinte. Le numerose statue e anche le metope del tempio sono state ricollegate alla figura anonima del Maestro di Olimpia, capo di una bottega ben organizzata. I nudi perfetti, dall'anatomia studiata, o la verosimiglianza delle pieghe che cadono morbidamente e con armonia fanno pensare all'esistenza di modelli in creta.
Le statue frontonali hanno una naturalezza fino ad allora sconosciuta, che ha il suo apice nella lotta convulsa ma armoniosamente ritmata del frontone ovest. I volti e i gesti dei personaggi ne trasmettono la complessa psicologia.

### Frontone orientale

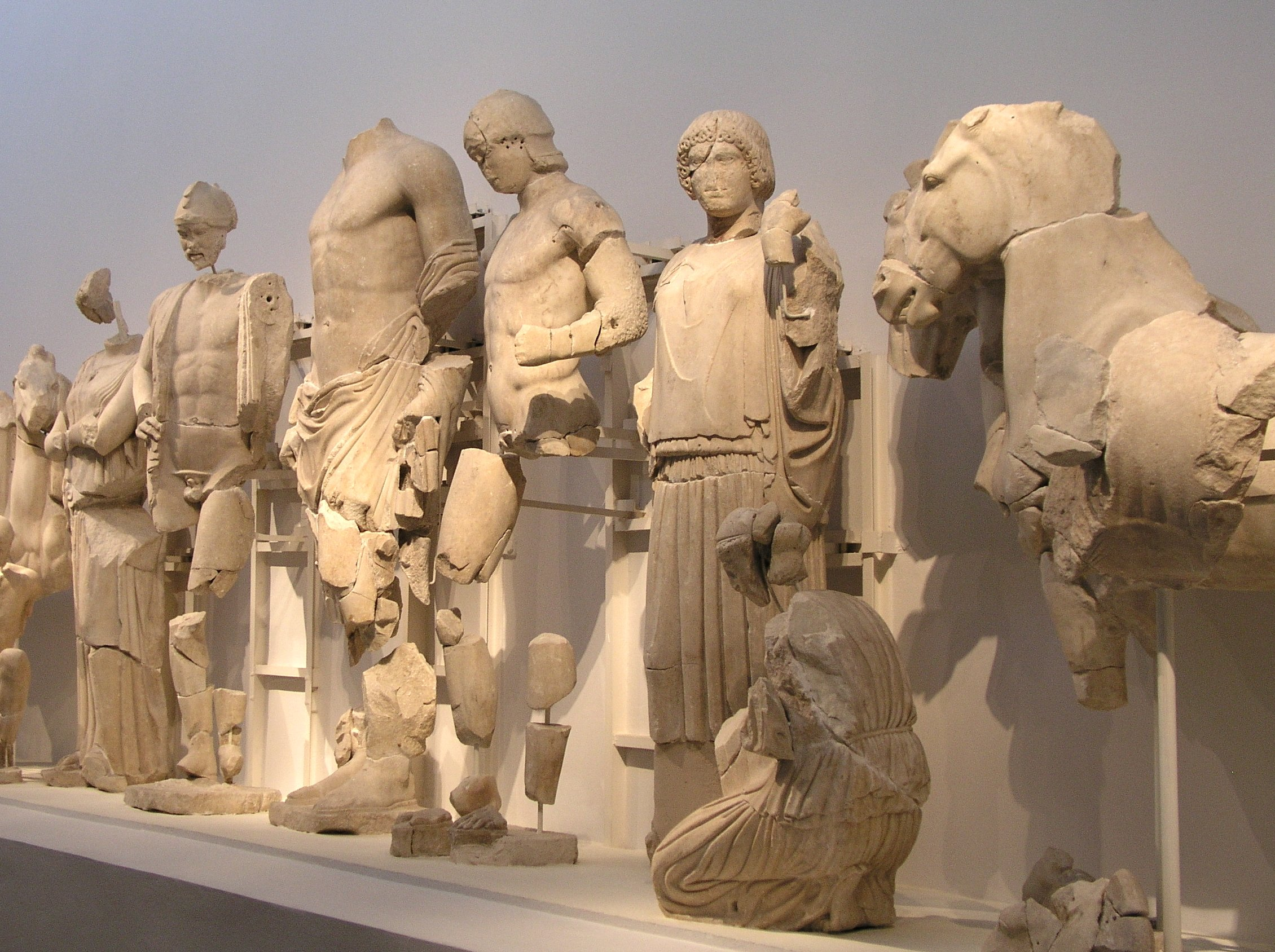
Il frontone est

La scena sul frontone orientale raffigura i preparativi per la gara di corsa su carri tra Pelope e Enomao (re di Pisa), le cui statue affiancano quella centrale di Zeus. Il tema è legato alle origini mitiche del santuario, con il momento raffigurato del giuramento prima della gara: i due protagonisti, Enomao con la sposa Sterope al fianco e Pelope, lo sfidante, con al fianco Ippodamia, la figlia di Enomao, sono figure isolate, esprimenti il raccoglimento nell'attesa e una silenziosa tensione che sembra comunicarsi agli altri personaggi, tra servi, ancelle, aurighi, anziani indovini e spettatori. Seguono le due quadrighe e, alle estremità, personificazioni di fiumi, distese ad esprimere la propria natura.
Domina quindi un'atmosfera sospesa e carica di presagi, come se i personaggi stessero a meditare ciascuno sul proprio destino.

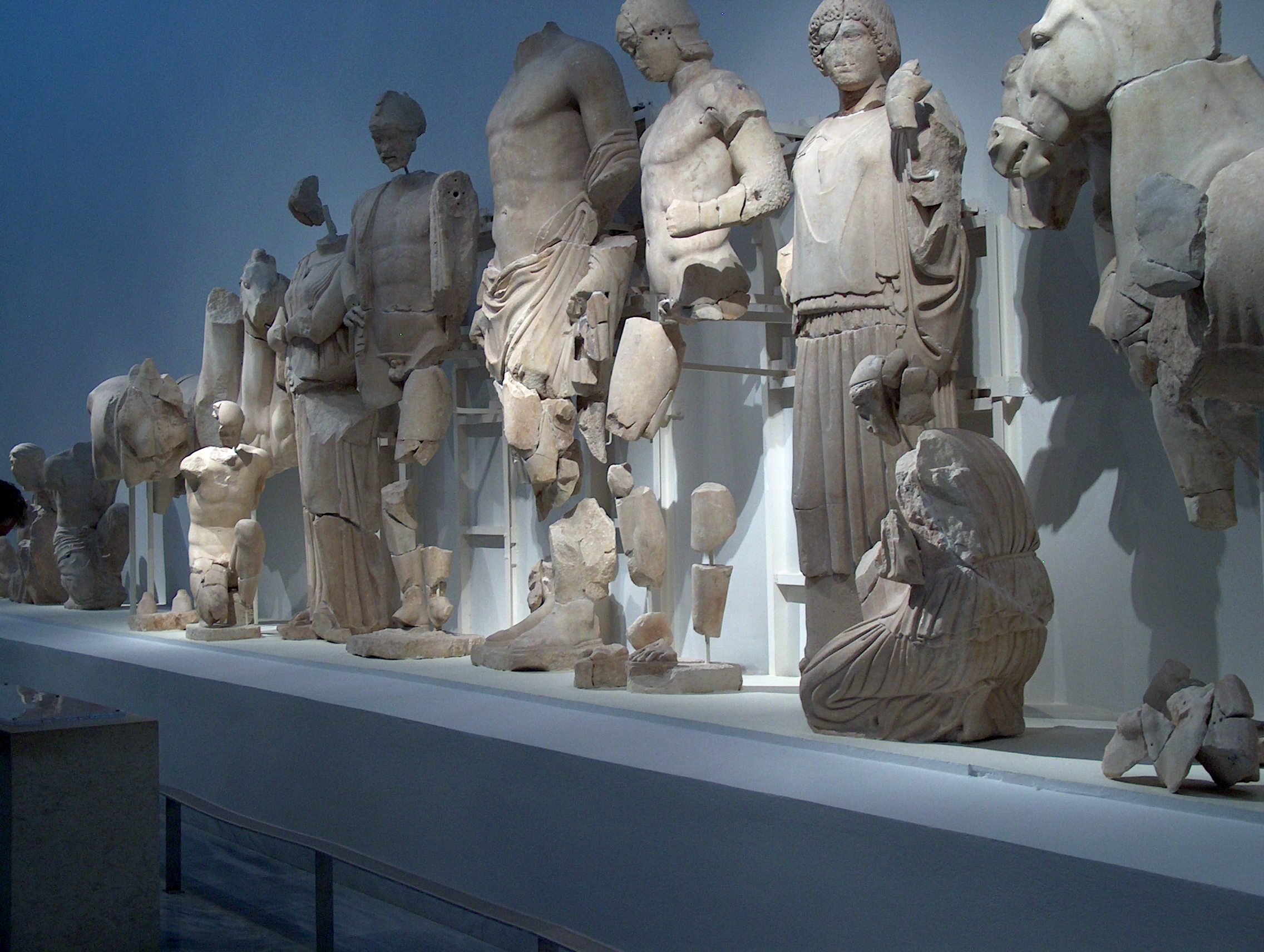
Frontone orientale
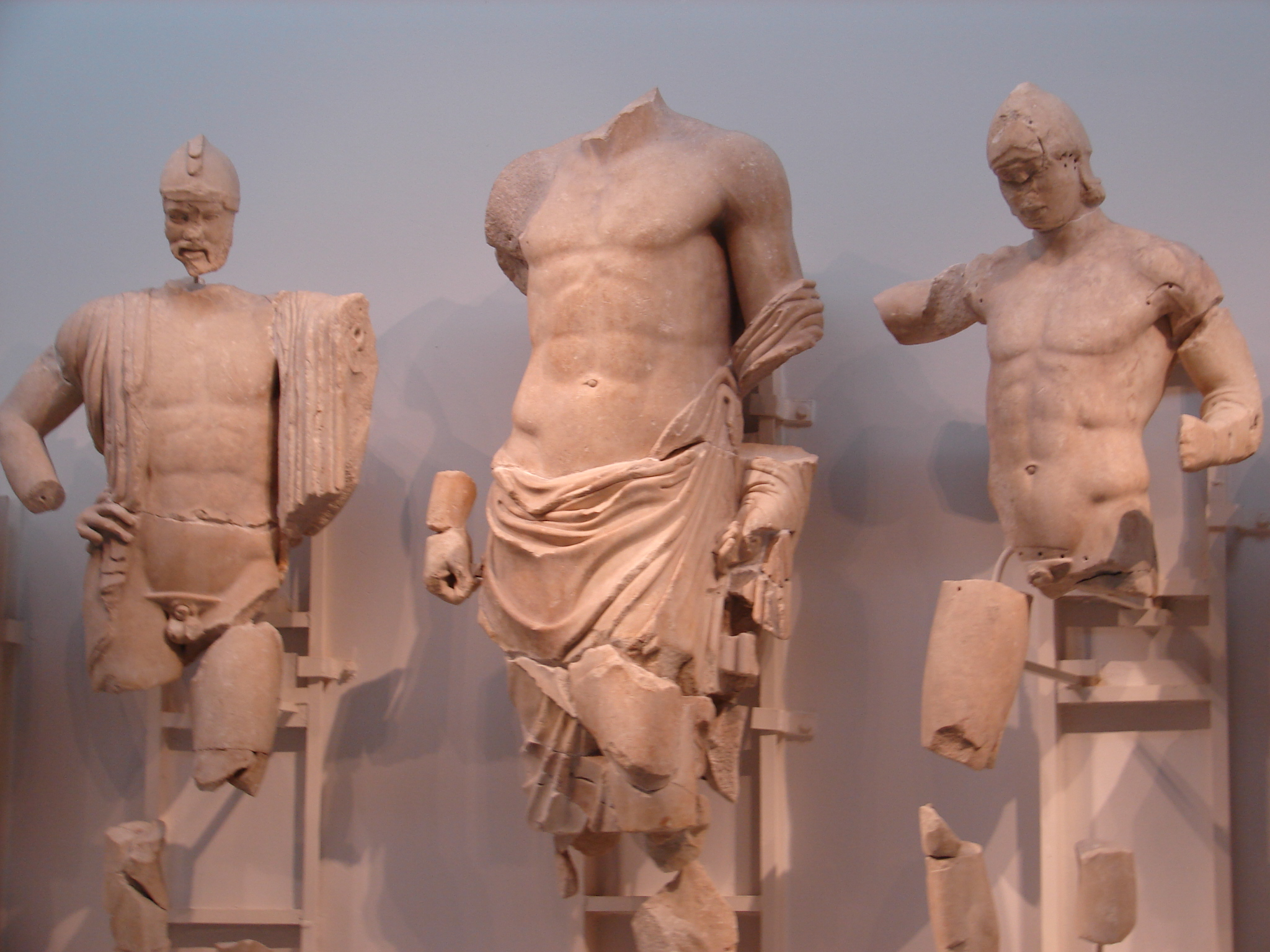
Zeus tra Enomao e Pelope
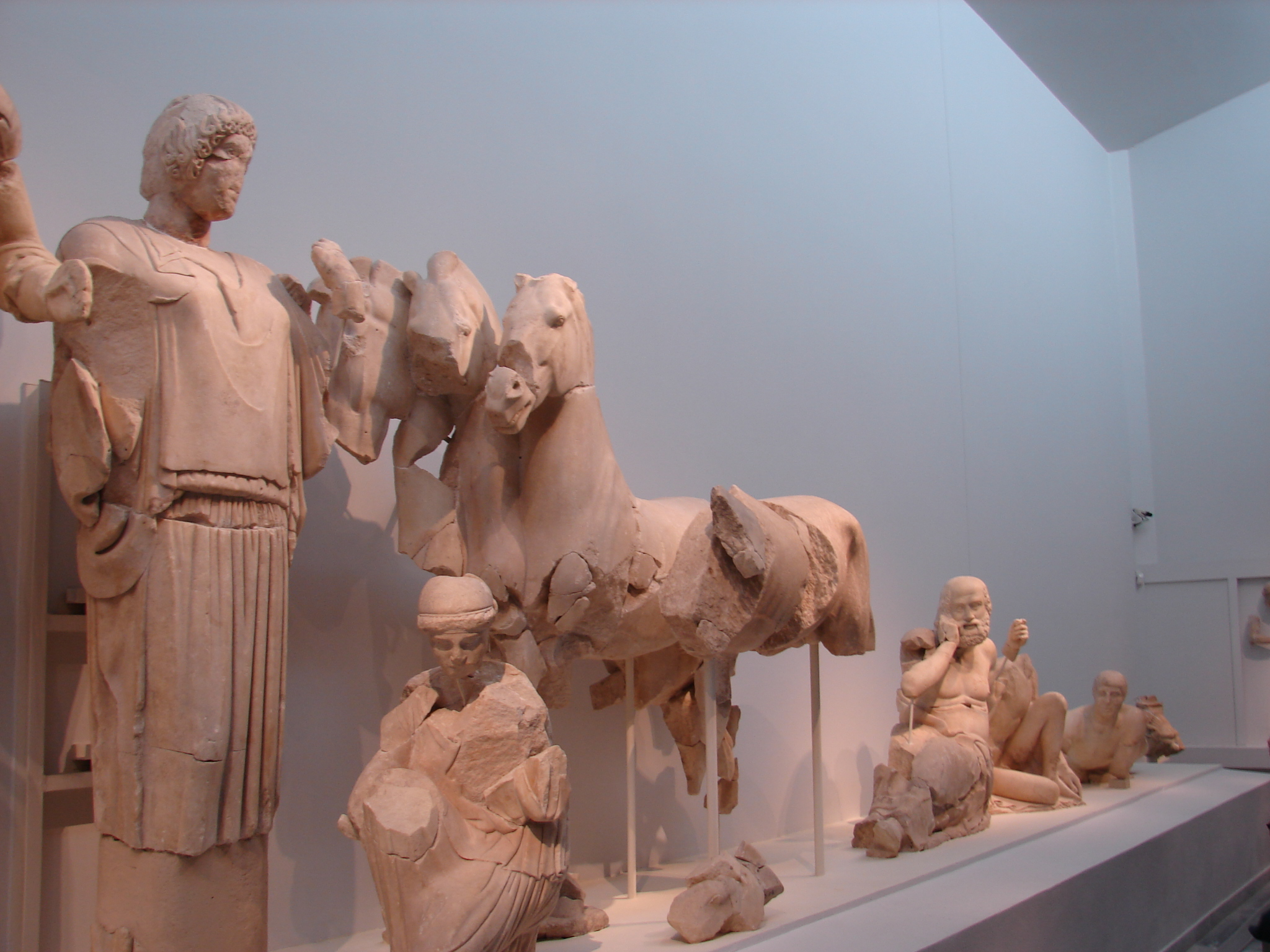
Quadriga
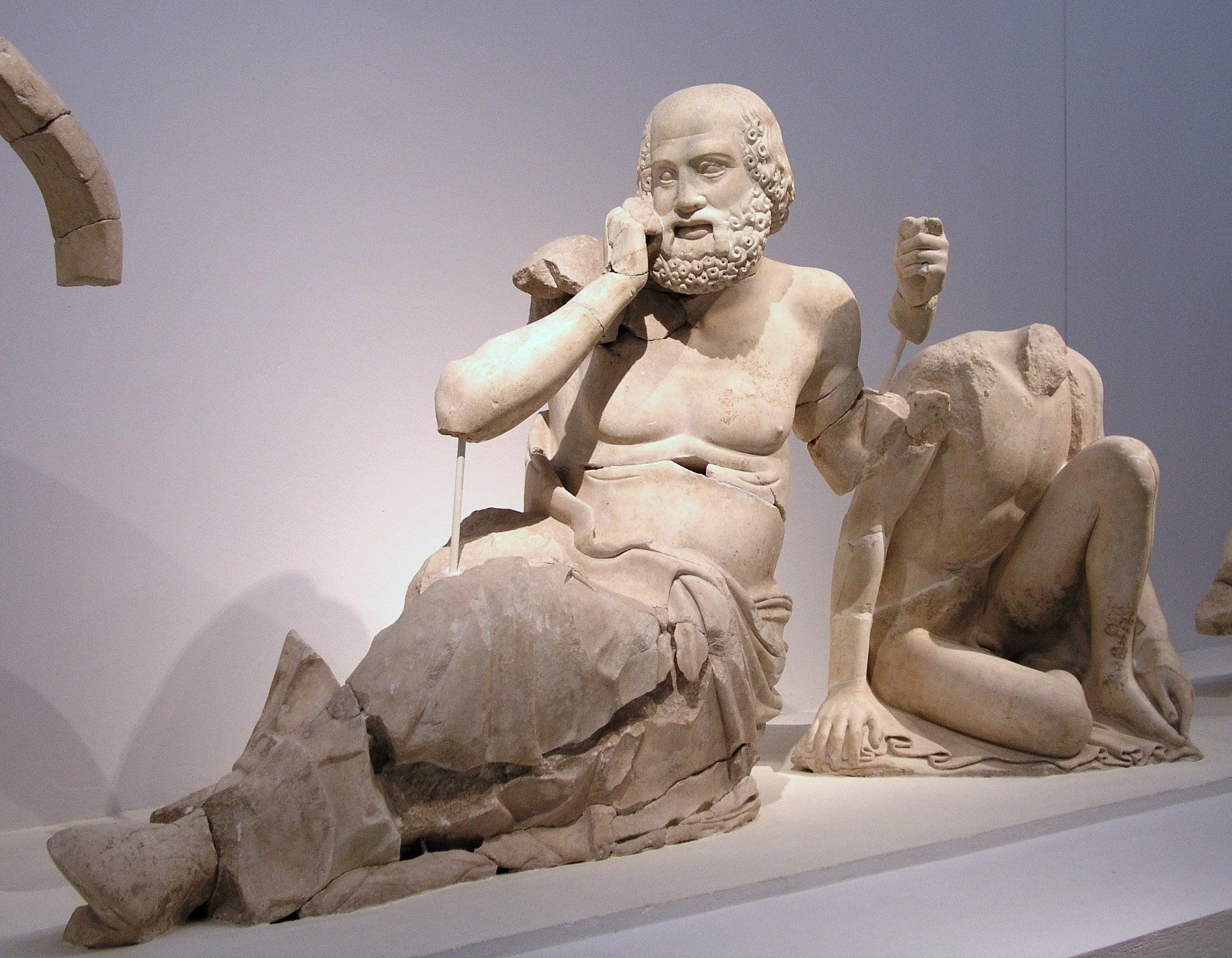
Un indovino
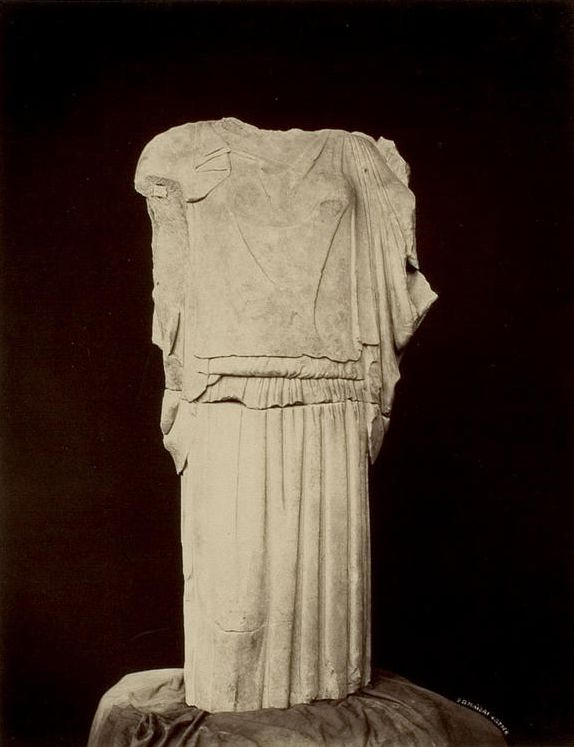
Frammento di Ippodamia

### Frontone occidentale

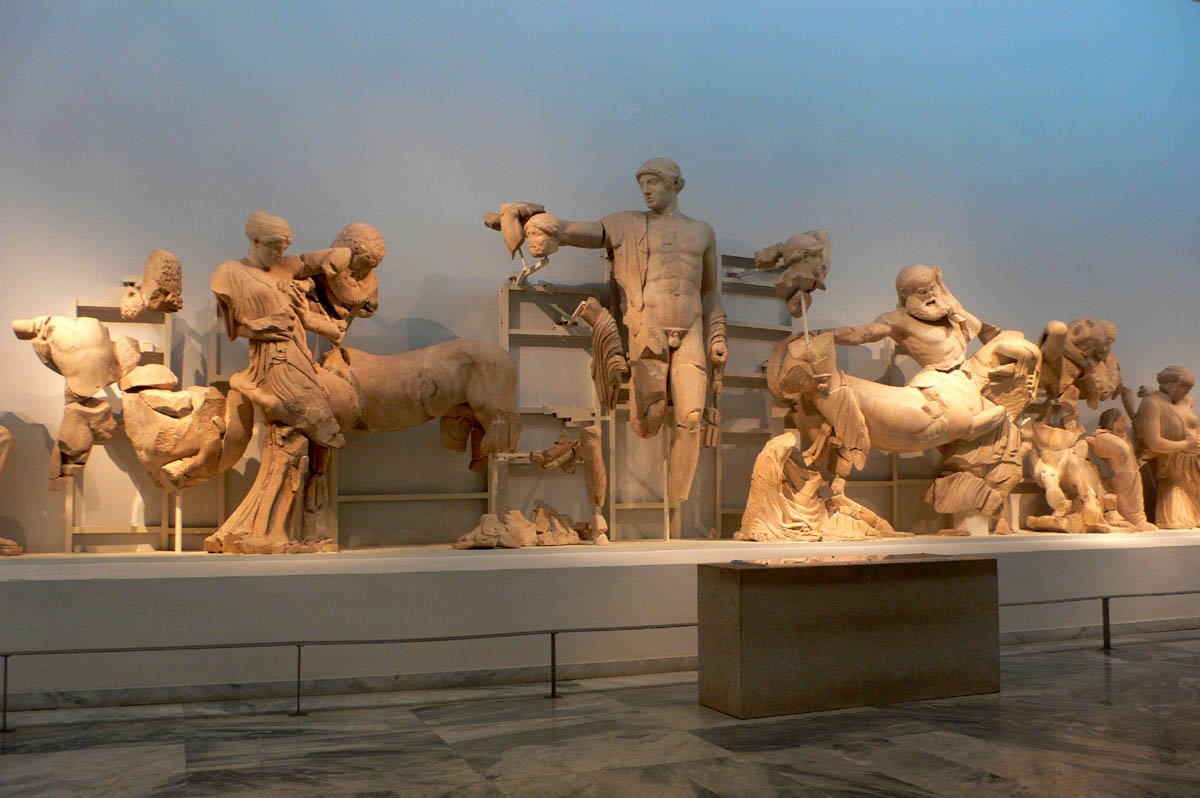
Il frontone ovest

Sul frontone occidentale, sottoposto a importanti restauri già in epoca antica, Lapiti e Centauri combattono alle nozze di Piritoo, presiedute dalla figura centrale di Apollo. Ai suoi lati, Piritoo e Teseo guidano due gruppi di lapiti; verso gli estremi del frontone anziane donne sdraiate si nascondono per sottrarsi alla lotta. Si tratta di una leggenda attica, ma che all'epoca doveva dunque avere ormai assunto un carattere panellenico, tale da giustificarne la presenza nel santuario peloponnesiaco: il tema, già rappresentato nel Theseion di Atene, simboleggiava ormai la lotta eterna tra ragione e bestialità, tra razionalità, senso etico, religione e bellezza fisica dell'uomo e violenza irragionevole e hybris dell'animale. Inoltre era trasfigurazione delle lotte tra Greci e Persiani.
In opposizione alla raccolta intimità del frontone orientale la Centauromachia, tema comune nella Grecia del V secolo a.C., favorisce l'animazione e il ritmo turbinoso del racconto, ma non si discosta dalla corsa dei carri nell'intento etico e celebrativo. Questa alternanza tra stasi e azione, ritmo e pensiero sembra essere cifra distintiva dell'intero complesso, presente sia nelle metope, sia nei frontoni.

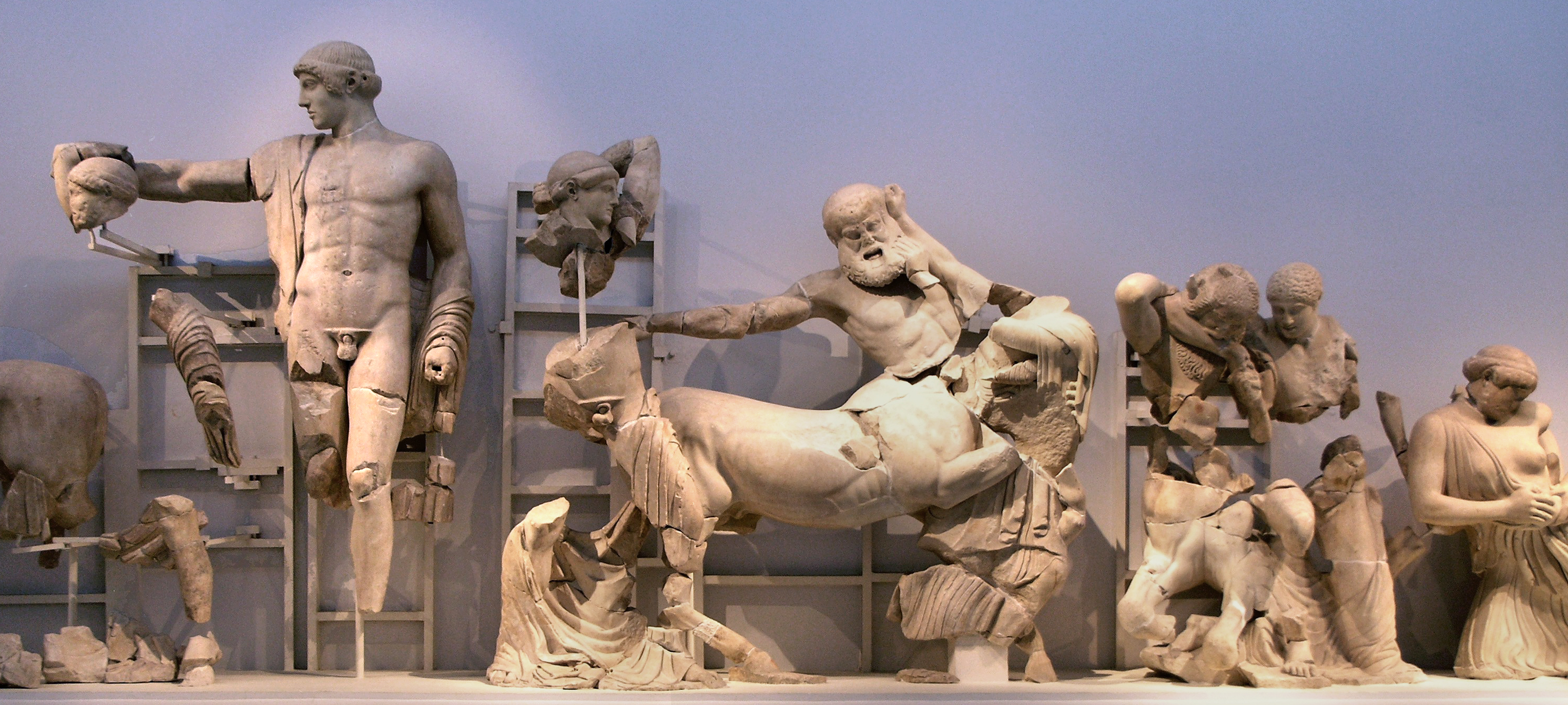
Dettaglio
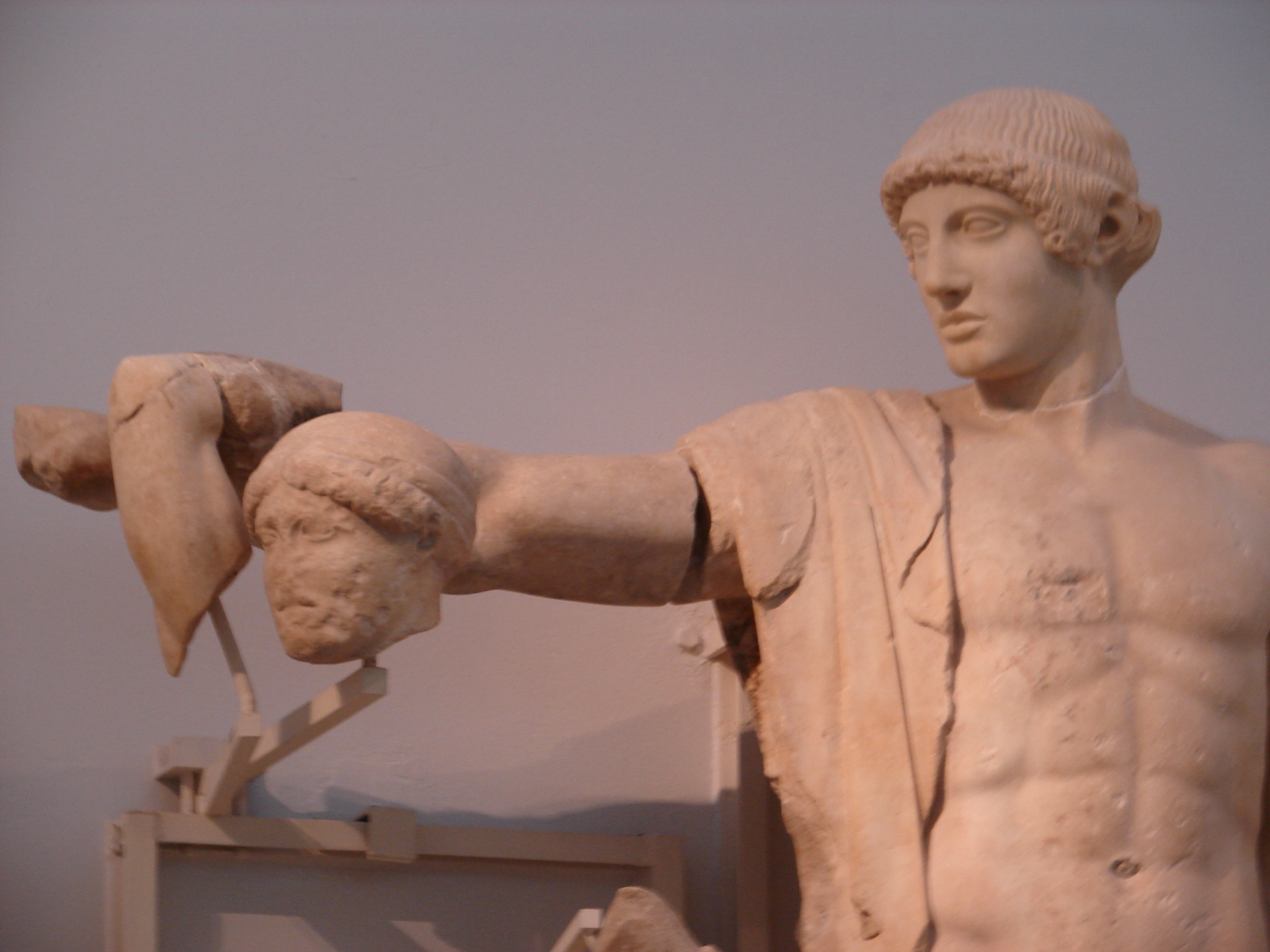
Apollo
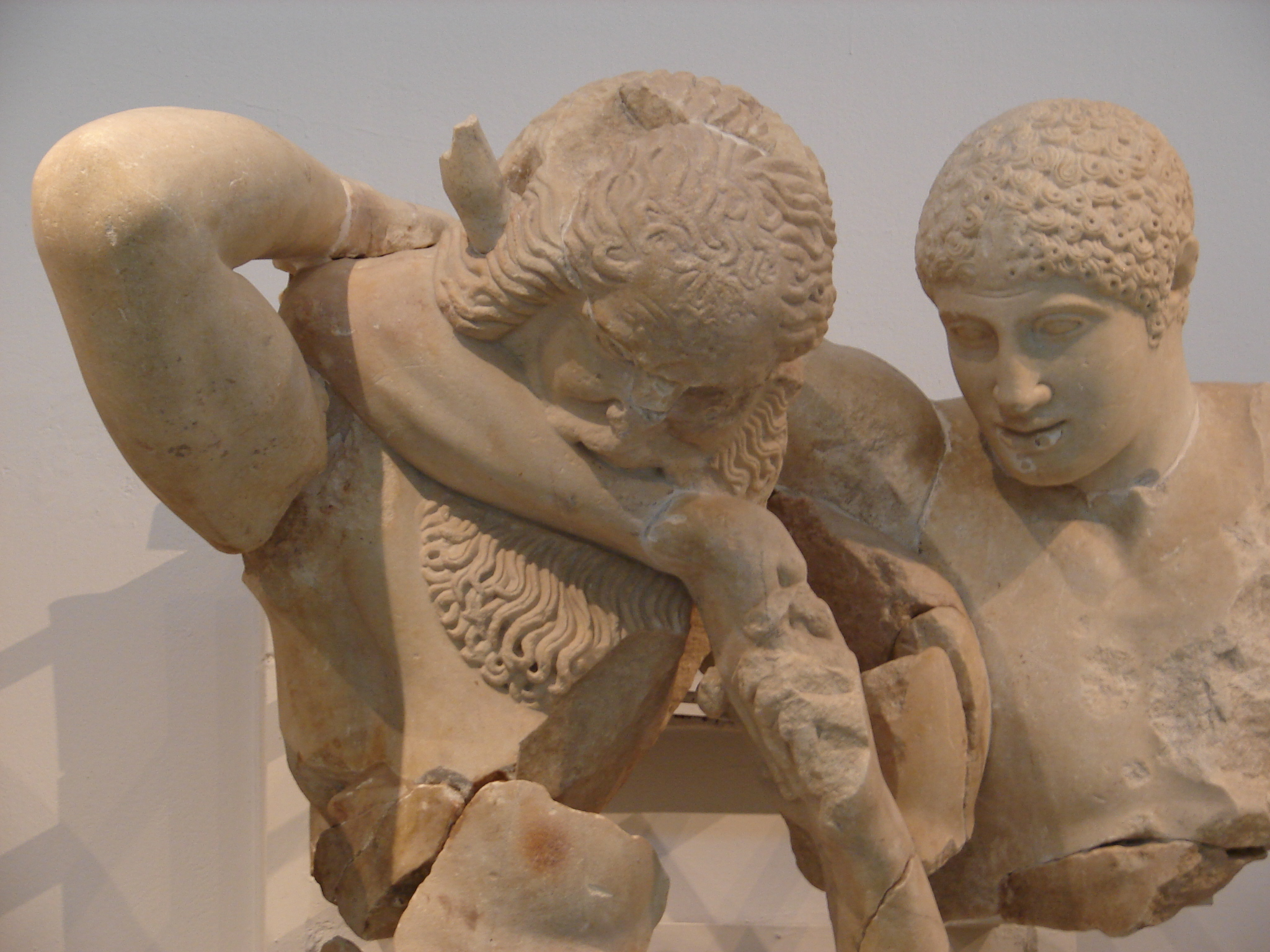
Battaglia
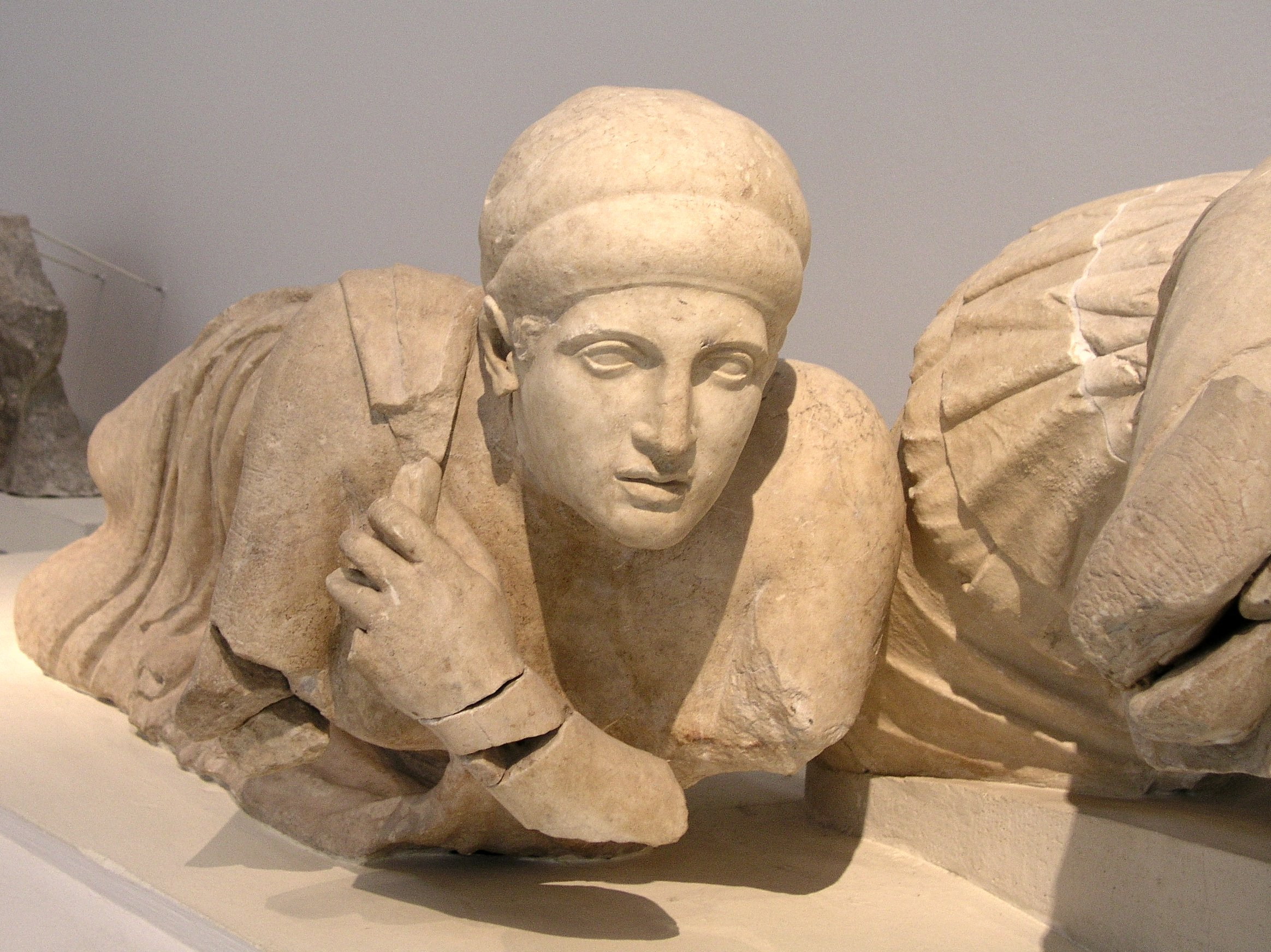
Figura distesa
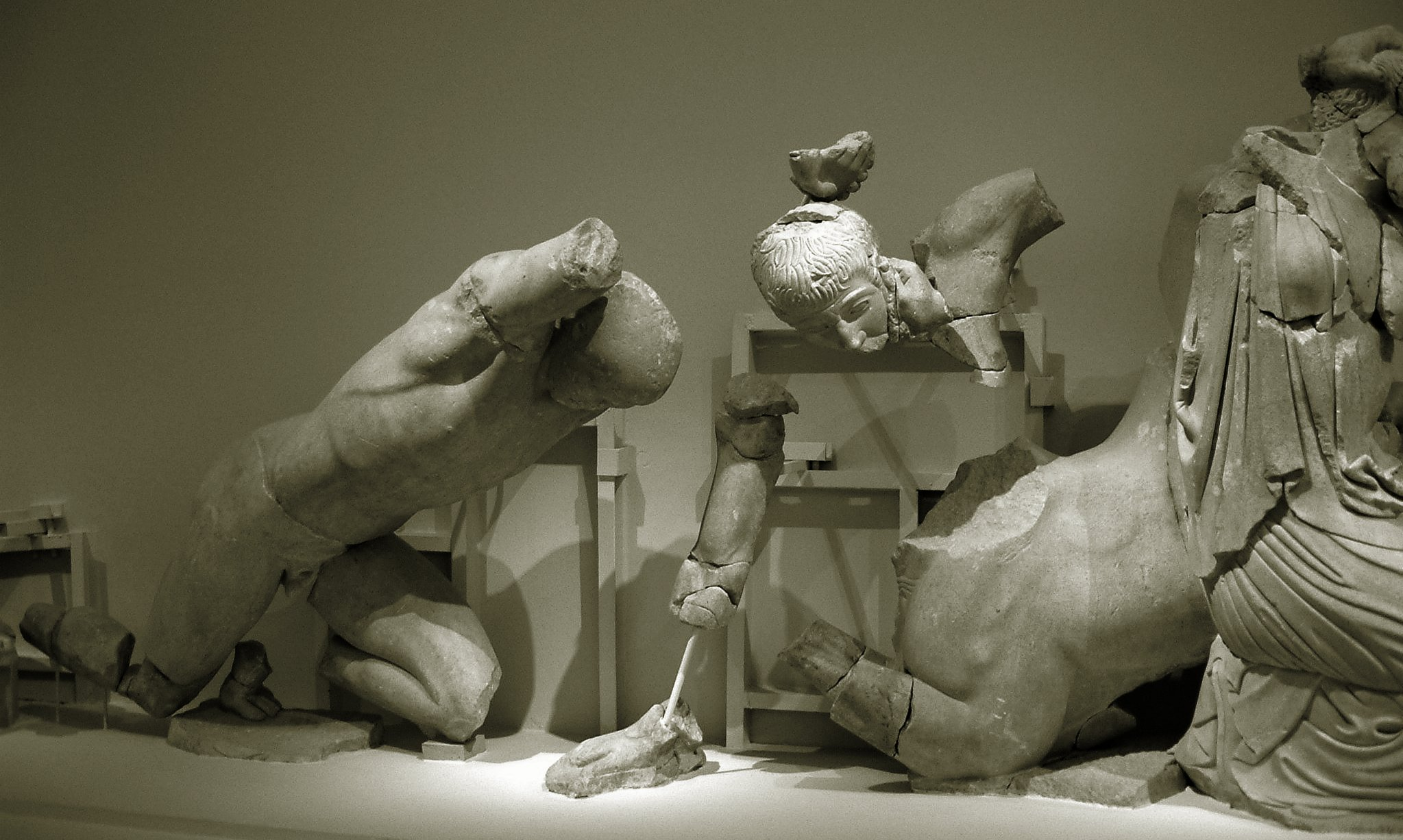
Dettaglio

## Note

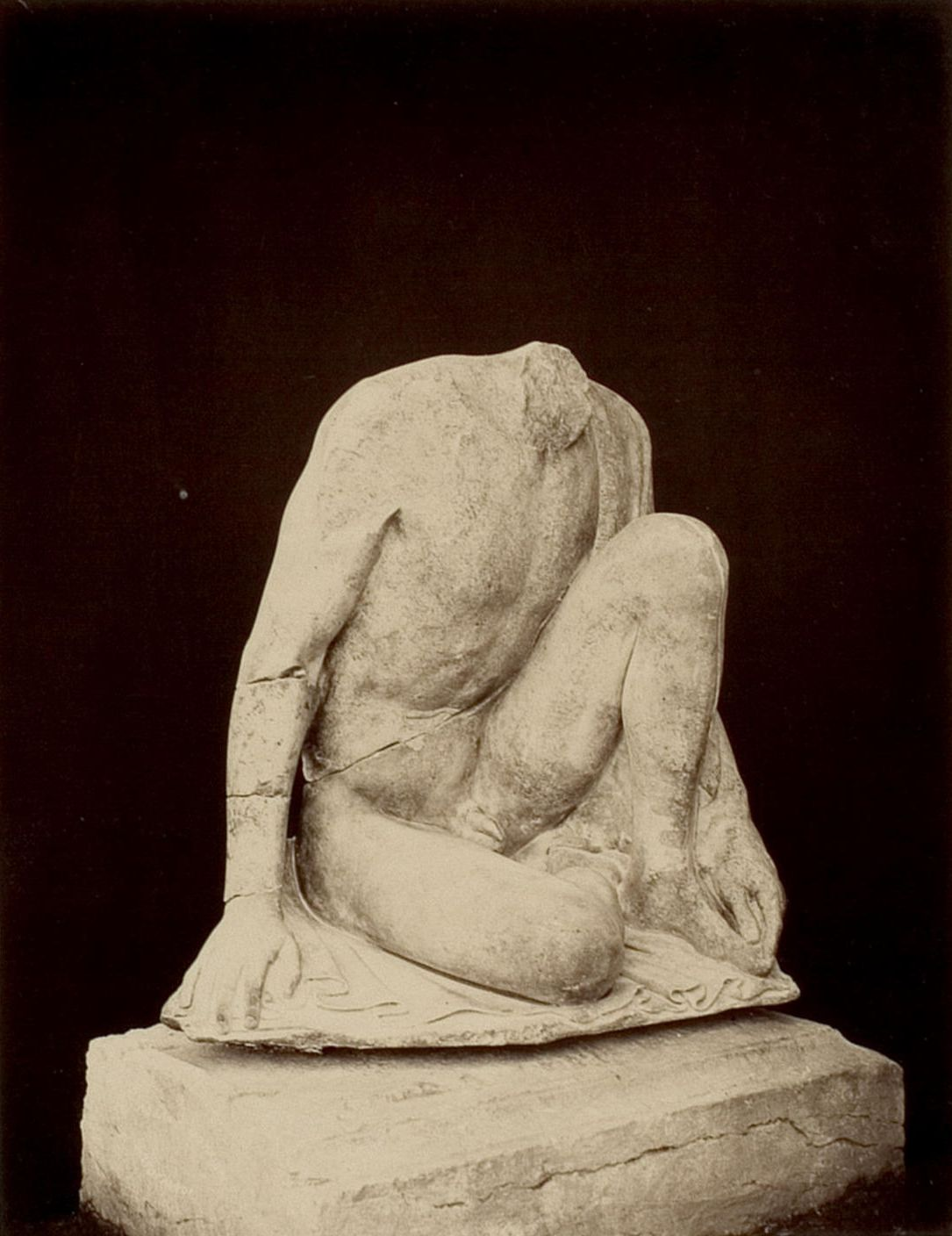
Un fanciullo accovacciato, frontone est